# Ctenopharynx
Ctenopharynx — рід родини Цихлових ряду Окунеподібних. Рід налічує 3 види риб родини цихлові.

## Види
- Ctenopharynx intermedius (Günther 1864)
- Ctenopharynx nitidus (Trewavas 1935)
- Ctenopharynx pictus (Trewavas 1935)